# ヒガシホールディングス
株式会社ヒガシホールディングス（英: HIGASHI HOLDINGS CO.,LTD.）は、大阪市中央区に本社を置く、株式会社ヒガシトゥエンティワンなどの物流事業者を傘下に置く持株会社である。

## 概要
1944年12月に、大阪市東区内の運送会社13社が統合し設立された。株主の関西電力、日本生命保険が大口取引先である。事業内容は、3PL・総合物流サービス、総務系物流・BPOソリューション、オフィス移転サービス、ビル内デリバリーサービス、PCキッティング・IT関連サービス、福祉用具レンタル及び販売サービス。
大阪を地盤とする会社だが首都圏の業容も拡大している。2015年にカンダホールディングス、高末、東部ネットワークと包括的業務提携をした。

## 沿革
- 1944年（昭和19年）12月 - 大阪市東区内の運送会社13社が統合して大阪東運送株式会社を設立[注釈 3]。
- 1947年（昭和22年）11月 - 経営基盤強化のため、日本生命保険相互会社が資本参加。
- 1979年（昭和54年）4月 - 東京営業所開設し、首都圏へ進出。
- 1985年（昭和60年）8月 - ヒガシ運送サービス株式会社に社名変更。
- 1994年（平成6年）5月 - 大阪市中央区内久宝寺町3-1-9に本社移転。
- 2002年（平成14年）2月 - 株式会社ヒガシトゥエンティワンに社名変更。
- 2005年（平成17年）3月 - ジャスダック証券取引所に株式を上場。
- 2011年（平成23年）9月 - 東京証券取引所市場第二部に上場。
- 2016年（平成28年）1月 - ユートランスシステム株式会社を完全子会社化。
- 2017年（平成29年）
  - 5月 - 株式会社FMサポート21を設立。
  - 7月 - 株式会社イシカワコーポレーションを完全子会社化。
  - 9月 - 株式会社トランスポート21を設立。
- 2020年（令和2年）
  - 1月 - 株式会社ワールドコーポレーションを完全子会社化。
  - 4月 - ヒガシオフィスサービス株式会社を設立。
- 2022年（令和4年）
  - 2月 - 山神運輸工業株式会社を完全子会社化。
  - 4月 - 東京証券取引所の市場区分見直しに伴い、スタンダード市場に上場。
  - 8月 - 株式会社旅人を完全子会社化[6]。
- 2024年（令和6年）
  - 6月 - 株式会社ネオコンピタンスを完全子会社化。

- 2025年（令和7年）
  - 4月 - 持株会社制に移行。同時に株式会社ヒガシトゥエンティワン（初代）の商号を株式会社ヒガシホールディングスへ商号変更した他、ヒガシトゥエンティワン（初代）が手掛けていた事業は株式会社ヒガシトゥエンティワン（2代、株式会社ヒガシトゥエンティワン分割準備会社から商号変更）が継承[7]。
  - 6月 - 株式会社ピアレスを完全子会社化。

## グループ会社
- 株式会社ヒガシトゥエンティワン - 運送事業
- ユートランスシステム株式会社 - 運送事業
- 株式会社イシカワコーポレーション - 物流事業、人材事業
- 株式会社FMサポート21 - ビル内デリバリー事業
- 株式会社トランスポート21 - 運送事業
- 株式会社ワールドコーポレーション - 個人引越事業、オフィス移転事業
- ヒガシオフィスサービス株式会社 - オフィス移転事業、個人引越事業
- 山神運輸工業株式会社 - 運送事業、エンジニアリング事業
- 株式会社旅人 - 人材事業、ITサービス事業
- 株式会社ネオコンピタンス ‐ 人材事業
- 株式会社ピアレス‐ITサービス事業